# 方背駅
方背駅（パンベえき）は、大韓民国ソウル特別市瑞草区瑞草洞にあるソウル交通公社2号線の駅。駅番号は「225」。

## 歴史
- 1983年12月17日 - ソウル特別市地下鉄公社2号線（当時）の駅として開業。
- 2005年1月1日 - ソウル特別市地下鉄公社がソウルメトロに改称。
- 2017年5月31日 - ソウルメトロとソウル特別市都市鉄道公社が統合され、ソウル交通公社の駅となる。

## 駅構造

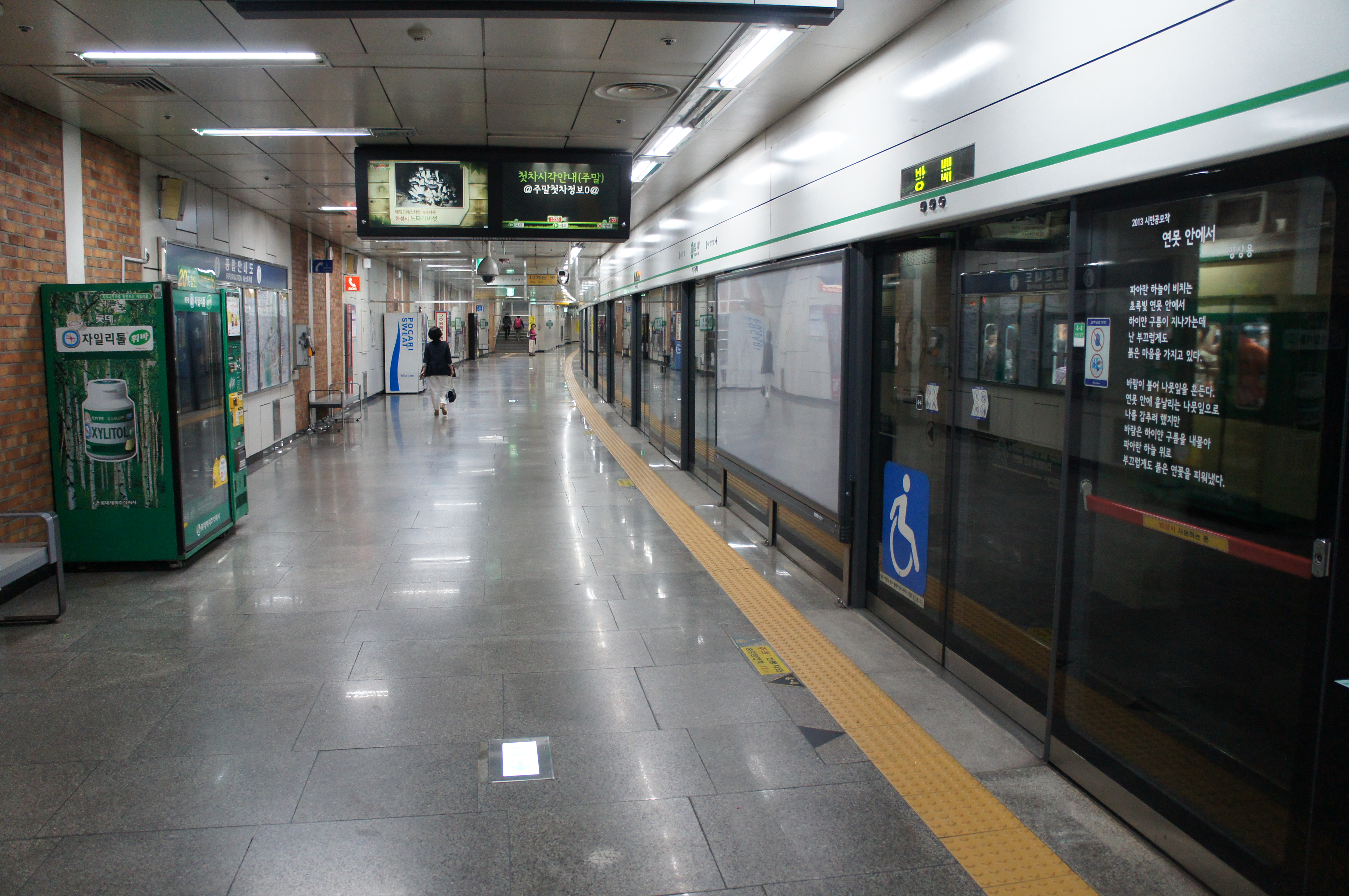
リニューアル工事後のホーム（2014年7月26日）

相対式ホーム2面2線を有する地下駅で、フルスクリーンタイプのホームドアが設置されている。
改札口は東側（瑞草寄り）と西側（舎堂寄り）の2ヶ所あるが、東側の改札口は内回り・外回りホームで別々に設置されている。化粧室は改札外にある。
エレベーター完備。出入口は1番から4番までの計4ヶ所ある。

### のりば
案内上ののりば番号は設定されていない。
| 内回り | 2号線 | 舎堂・大林・新道林・永登浦区庁方面 |
| 外回り | 2号線 | 教大・江南・宣陵・蚕室方面         |

### アスベストの問題とリニューアル工事

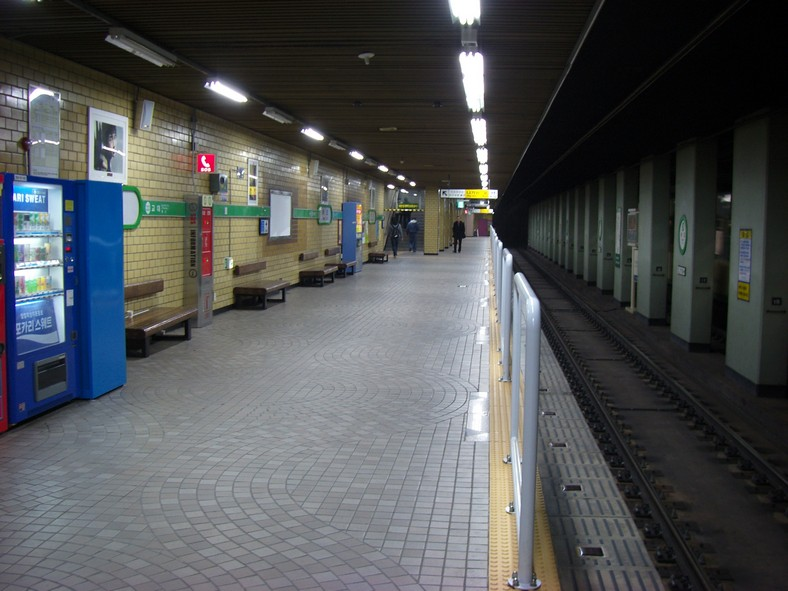
リニューアル工事前のホーム（2007年11月27日）

2007年1月、地下鉄駅に発癌物質であるアスベストが検出され、検出が確認された14駅の内、方背駅が最も深刻なことが調査により判明した。これにより、アスベストが検出された駅を特別管理対象に指定してアスベスト除去作業を進行しようとしたが、方背駅ではアスベスト除去作業時に空中に飛散する危険性が高く、アスベスト除去のために方背駅を一時的に閉鎖する計画を策定した。しかし、方背駅を利用する市民の不便を考慮し駅を閉鎖せず、列車が運行されていない早朝の時間帯に工事が行われた。この工事は2008年12月に終わったが、しばらくして再調査した結果アスベストが再び検出され、不良作業論議が起こった。その後、ソウルメトロ(現：ソウル交通公社)により方背駅を大規模改装工事をすることになり、2009年9月にリニューアル工事が完了した。

## 利用状況
近年の一日平均利用人員推移は下記のとおり。
| 路線  | 路線     | 2000年 | 2001年 | 2002年 | 2003年 | 2004年 | 2005年 | 2006年 | 2007年 | 2008年 | 2009年 | 出典  |
| ----- | -------- | ------ | ------ | ------ | ------ | ------ | ------ | ------ | ------ | ------ | ------ | ----- |
| 2号線 | 乗車人員 | 24,204 | 21,673 | 21,110 | 20,356 | 20,779 | 20,941 | 21,120 | 20,897 | 21,025 | 21,574 | [ 5 ] |
| 2号線 | 降車人員 | 24,861 | 21,987 | 21,474 | 20,603 | 20,833 | 21,111 | 21,307 | 21,121 | 21,471 | 22,118 | [ 5 ] |
| 2号線 | 乗降人員 | 49,065 | 43,660 | 42,583 | 40,958 | 41,612 | 42,052 | 42,427 | 42,018 | 42,496 | 43,692 | [ 5 ] |
| 路線  | 路線     | 2010年 | 2011年 | 2012年 | 2013年 | 2014年 | 2015年 |        |        |        |        | [ 5 ] |
| 2号線 | 乗車人員 | 21,646 | 22,083 | 21,911 | 21,719 | 21,731 | 21,280 |        |        |        |        | [ 5 ] |
| 2号線 | 降車人員 | 22,148 | 22,493 | 22,348 | 22,192 | 22,084 | 21,528 |        |        |        |        | [ 5 ] |
| 2号線 | 乗降人員 | 43,794 | 44,576 | 44,259 | 43,910 | 43,814 | 42,808 |        |        |        |        | [ 5 ] |

## 駅周辺
- 南部循環路（朝鮮語版）
- 盤浦税務署
- 方林市場
- 方一初等学校
- 尚文中・高等学校
- 内方駅
- ソウル高等学校
- ソウル南部報勲支庁
- ソウル地方労働庁（朝鮮語版）
- ソウル特別市教育研修院（朝鮮語版）
- 梨水中学校
- 障害者権益問題研究所
- 清権祠
- 白石芸術大学校（朝鮮語版）
- 白石神学
- 白石大学校大学院
- 方背1洞住民センター
- 方背3洞住民センター
- 方背公園
- 韓国国際放送交流財団
- 仏教TV

## 隣の駅
ソウル交通公社
 2号線
瑞草駅 (224) -  方背駅 (225) - 舎堂駅 (226)